# باربرا مكدونالد
باربرا مكدونالد (28 مايو 1972 في جمهورية أيرلندا - ) (بالإنجليزية: Barbara McDonald)‏ هي لاعبة كريكت أيرلندية. شاركت مع منتخب أيرلندا للكريكت.

## وصلات خارجية
- باربرا مكدونالد على موقع إي آس بي آن كريك إنفو (الإنجليزية)